# Persone di nome Giuseppe/Compositori
| Questa pagina contiene informazioni ricavate automaticamente dalle voci biografiche con l'ausilio del template Bio e di un bot. L'aggiornamento è periodico e automatico e ricostruisce completamente la pagina. Se manca una persona in questa lista, sei pregato di non aggiungerla, ma accertati piuttosto che la sua voce biografica contenga il template Bio e che i dati anagrafici siano correttamente compilati. Se il template Bio manca, inseriscilo tu stesso o, in alternativa, metti l'avviso {{tmp\|Bio}} che ne segnala la mancanza. Se i dati riportati sono sbagliati, correggi direttamente la voce biografica; le modifiche saranno visibili in questa lista entro pochi giorni. Per chiarimenti vedi il progetto antroponimi. La lista contiene solo le 97 persone che sono citate nell'enciclopedia e per le quali è stato implementato correttamente il template Bio. Pagina aggiornata al 22 lug 2025. |

Questa è una lista di persone presenti nell'enciclopedia che hanno il nome Giuseppe e sono compositori.

## A(10)
- Giuseppe Matteo Alberti, compositore italiano (Bologna, n. 1685 - Bologna, † 1751)
- Giuseppe Antonio Vincenzo Aldrovandini, compositore italiano (Bologna, n. 1671 - Bologna, † 1707)
- Giuseppe Alessandrini, compositore italiano (Sogliano Cavour, n. 1923 - Verona, † 2016)
- Giuseppe Alinovi, compositore italiano (Parma, n. 1790 - Parma, † 1869)
- Giuseppe Amendola, compositore italiano (Palermo, n. 1750 - Palermo, † 1808)
- Giuseppe Apolloni, compositore italiano (Vicenza, n. 1822 - Vicenza, † 1889)
- Giuseppe Aprile, compositore e cantante castrato italiano (Martina Franca, n. 1732 - Martina Franca, † 1813)
- Giuseppe Arena, compositore e organista italiano (Malta, n. 1713 - Napoli, † 1784)
- Giuseppe Avitrano, compositore e violinista italiano (Napoli - Napoli, † 1756)
- Giuseppe Avossa, compositore italiano (Paola, n. 1708 - Napoli, † 1796)

## B(17)
- Giuseppe Baini, compositore e musicologo italiano (Roma, n. 1775 - Roma, † 1844)
- Giuseppe Cesare Balbo, compositore italiano (Floridia, n. 1884 - New York, † 1976)
- Giuseppe Balducci, compositore italiano (Jesi, n. 1796 - Malaga, † 1845)
- Giuseppe Balzano, compositore maltese (La Valletta, n. 1616 - Minervino Murge, † 1700)
- Pippo Barzizza, compositore, arrangiatore e direttore d'orchestra italiano (Genova, n. 1902 - Sanremo, † 1994)
- Giuseppe Becce, compositore italiano (Lonigo, n. 1877 - Berlino, † 1973)
- Giuseppe Becherini, compositore, teorico musicale e organista italiano (Prato, n. 1758 - Prato, † 1840)
- Giuseppe Antonio Bernabei, compositore italiano (Roma, n. 1649 - Monaco di Baviera, † 1732)
- Giuseppe Blanc, compositore italiano (Bardonecchia, n. 1886 - Santa Margherita Ligure, † 1969)
- Giuseppe Boniventi, compositore italiano (Venezia, n. 1670 - † 1727)
- Giuseppe Bonno, compositore austriaco (Vienna, n. 1711 - Vienna, † 1788)
- Beppe Bornaghi, compositore, docente e pianista italiano (Treviglio, n. 1976)
- Giuseppe Bozzelli, compositore italiano (Sant'Elia Fiumerapido, n. 1841 - Torino, † 1892)
- Giuseppe Antonio Brescianello, compositore e violinista italiano (Bologna - Stoccarda, † 1758)
- Giuseppe Ferdinando Brivio, compositore, direttore d'orchestra e violinista italiano (Milano, n. 1699 - Milano, † 1758)
- Giuseppe Maria Buini, compositore, poeta e organista italiano (Bologna - Alessandria, † 1739)
- Giuseppe Buonamici, compositore, pianista e musicologo italiano (Firenze, n. 1846 - Firenze, † 1914)

## C(14)
- Giuseppe Caimo, compositore e organista italiano (Milano, n. 1545 - † 1584)
- Giuseppe Cambini, compositore e violinista italiano (Montelupo Fiorentino, n. 1746 - Parigi, † 1825)
- Beppe Cantarelli, compositore, cantante e arrangiatore italiano (Busseto, n. 1953)
- Giuseppe Antonio Capuzzi, compositore e violinista italiano (Breno, n. 1755 - Bergamo, † 1818)
- Giuseppe Carcani, compositore e organista italiano (Crema, n. 1703 - Piacenza, † 1779)
- Giuseppe Maria Carretti, compositore italiano (Bologna, n. 1690 - Bologna, † 1774)
- Giuseppe Cervellini, compositore e organista italiano (Ceneda, n. 1745 - Cividale del Friuli, † 1824)
- Giuseppe Felice Checcacci, compositore, direttore d'orchestra e scrittore italiano (Genova, n. 1866 - Rapallo, † 1951)
- Giuseppe Cioffi, compositore e direttore d'orchestra italiano (Napoli, n. 1901 - Napoli, † 1976)
- Giuseppe Colla, compositore italiano (Parma, n. 1731 - Parma, † 1806)
- Giuseppe Colombi, compositore e musicista italiano (Modena, n. 1635 - Modena, † 1694)
- Giuseppe Corsi, compositore e presbitero italiano (Celano - Ancona)
- Giuseppe Curci, compositore e direttore d'orchestra italiano (Barletta, n. 1808 - Barletta, † 1877)
- Giuseppe Curcio, compositore italiano (Napoli, n. 1752 - Roma, † 1832)

## D(4)
- Giuseppe Damele, compositore e direttore d'orchestra italiano (Varazze, n. 1928 - Varazze, † 2012)
- Giuseppe Dell'Orefice, compositore e direttore d'orchestra italiano (Fara Filiorum Petri, n. 1848 - Napoli, † 1889)
- Giuseppe Demachi, compositore italiano (Alessandria, n. 1732 - Londra)
- Giuseppe Donizetti, compositore italiano (Bergamo, n. 1788 - Istanbul, † 1856)

## E(1)
- Giuseppe Elia, compositore e clavicembalista italiano (Atina - Napoli, † 1827)

## F(2)
- Giuseppe Fabbrini, compositore e organista italiano (Colle Val d'Elsa - Siena, † 1708)
- Giuseppe Farinelli, compositore italiano (Este, n. 1769 - Trieste, † 1836)

## G(7)
- Giuseppe Gabetti, compositore, violinista e direttore d'orchestra italiano (Torino, n. 1796 - La Morra, † 1862)
- Giuseppe Gagliano, compositore, violoncellista e direttore d'orchestra italiano (Sciacca, n. 1912 - Velletri, † 1995)
- Giuseppe Gallignani, compositore, organista e direttore d'orchestra italiano (Faenza, n. 1851 - Milano, † 1923)
- Giuseppe Gazzaniga, compositore italiano (n. 1737 - Crema, † 1818)
- Giuseppe Giacomantonio, compositore italiano (Cosenza, n. 1905 - Cosenza, † 1978)
- Giuseppe Giordani, compositore italiano (Napoli, n. 1751 - Fermo, † 1798)
- Giuseppe Grassi de Joannon, compositore italiano (Palmi, n. 1815 - † 1885)

## I(1)
- Giuseppe Ierna, compositore italiano (Floridia, n. 1905 - Floridia, † 1991)

## J(1)
- Giuseppe Jannacconi, compositore italiano (Roma, n. 1740 - Roma, † 1816)

## L(2)
- Giuseppe La Rosa, compositore italiano (Lercara Friddi, n. 1970)
- Giuseppe Lillo, compositore italiano (Galatina, n. 1814 - Napoli, † 1863)

## M(11)
- Giuseppe Magagnini, compositore italiano (Montecarotto, n. 1802 - Montecarotto, † 1885)
- Giuseppe de Majo, compositore italiano (Napoli, n. 1697 - Napoli, † 1771)
- Giuseppe Manente, compositore, direttore d'orchestra e militare italiano (Morcone, n. 1867 - Roma, † 1941)
- Giuseppe Martucci, compositore, pianista e direttore d'orchestra italiano (Capua, n. 1856 - Napoli, † 1909)
- Saverio Mercadante, compositore italiano (Altamura, n. 1795 - Napoli, † 1870)
- Giuseppe Tranquillino Minerva, compositore e cantautore italiano (Altamura, n. 1977)
- Beppe Mojetta, compositore, direttore d'orchestra e arrangiatore italiano (Milano, n. 1905 - Milano, † 1979)
- Giuseppe Moneta, compositore italiano (Firenze, n. 1754 - Firenze, † 1806)
- Giuseppe Mosca, compositore italiano (Napoli, n. 1772 - Messina, † 1839)
- Giuseppe Latilla, compositore italiano (Napoli)
- Giuseppe Mulè, compositore e direttore d'orchestra italiano (Termini Imerese, n. 1885 - Roma, † 1951)

## N(1)
- Giuseppe Nicolini, compositore italiano (Piacenza, n. 1762 - Piacenza, † 1842)

## O(2)
- Giuseppe Oltrasi, compositore, organista e direttore d'orchestra italiano (Castiraga Vidardo, n. 1887 - Milano, † 1972)
- Giuseppe Maria Orlandini, compositore italiano (Firenze, n. 1676 - Firenze, † 1760)

## P(9)
- Giuseppe Pacieri, compositore e organista italiano (Trevi)
- Giuseppe Palazzotto Tagliavia, compositore e religioso italiano (Castelvetrano, n. 1583)
- Giuseppe Perrotta, compositore italiano (Catania, n. 1843 - Catania, † 1910)
- Giuseppe Persiani, compositore italiano (Recanati, n. 1799 - Parigi, † 1869)
- Giuseppe Pettine, compositore e mandolinista italiano (Isernia, n. 1874 - † 1966)
- Giuseppe Pietri, compositore italiano (Sant'Ilario in Campo, n. 1886 - Milano, † 1946)
- Giuseppe Ottavio Pitoni, compositore italiano (Rieti, n. 1657 - Roma, † 1743)
- Giuseppe Ponzo, compositore italiano (Napoli)
- Giuseppe Maria Puppo, compositore, violinista e direttore d'orchestra italiano (Lucca, n. 1749 - Firenze, † 1827)

## R(1)
- Giuseppe Rachel, compositore, direttore di banda e flautista italiano (Cagliari, n. 1858 - Nuoro, † 1937)

## S(8)
- Giuseppe Sammartini, compositore e oboista italiano (Milano, n. 1695 - Londra, † 1750)
- Giuseppe Sarti, compositore italiano (Faenza, n. 1729 - Berlino, † 1802)
- Giuseppe Scarlatti, compositore italiano (Napoli, n. 1712 - Vienna, † 1777)
- Giuseppe Scolari, compositore italiano (Vicenza - Lisbona)
- Giuseppe Sellitto, compositore e organista italiano (Napoli, n. 1700 - Napoli, † 1777)
- Giuseppe Serini, compositore italiano (Cremona)
- Giuseppe Sinico, compositore italiano (Trieste, n. 1836 - Trieste, † 1907)
- Pino Spotti, compositore italiano (Parma, n. 1917 - Milano, † 1958)

## T(2)
- Giuseppe Felice Tosi, compositore e organista italiano (Bologna, n. 1619 - Bologna, † 1693)
- Giuseppe Tricarico, compositore italiano (Gallipoli, n. 1623 - Gallipoli, † 1697)

## V(2)
- Giuseppe Valentini, compositore, violinista e poeta italiano (Firenze, n. 1681 - Roma, † 1753)
- Giuseppe Verdi, compositore e politico italiano (Le Roncole, n. 1813 - Milano, † 1901)

## Z(2)
- Giuseppe Zelioli, compositore italiano (Caravaggio, n. 1880 - Lecco, † 1949)
- Giuseppe Zonca, compositore e basso italiano (Brescia, n. 1715 - Monaco di Baviera, † 1772)